# Ђакопо Тијеполо
Ђакопо Тијеполо († 19. јул 1249, Венеција) је био млетачки дужд (1230—1249) из породице Тијеполо која је дала неколико високих функционера Млетачке републике. Био је трећи дужд, који се због успеха у IV крсташком рату и огромног колонијалног царства којим је владао, могао назвати господарем једне четвртине и по царства грчког . Иако је све више губила поседе, Република је и даље била велика колонијална сила  и држала је бројне поседе: Задар , југозападни део Пелопонеза  са Модоном и Короном , Крит , Евбеју , део Киклада  са Андросом , Спораде , Галипоље , ⅜ Цариграда  и Дубровник . Поред тога, многи млетачки племићи су посели острва у Егејском архипелагу, где је биле основане војводство Наксос, маркизат Цериго, велико војводство Лимнос и господарство Санторин  под сизеренством Републике . Поседујући ове територије, Млетачка република добила је и велику трговачку моћ.
Током његовог дуждевања Република наставља да губи поседе. Одмах по Ђакоповом доласку на власт никејски цар Јован III Дука Ватац напао је Крит , али Млечани успевају да одрже острво. Пре пролећа 1235. године Ватац је освојио Галипоље , где је склопио савез са бугарским царем Јованом Асеном II против Латинског царства . Савезници су одмах кренули у напад и опсели Цариград . Прекинуте преко зиме, операције су настављене у пролеће следеће године . Иако тешко угрожен , Цариград је издржавао опсаду захваљујући помоћи млетачке флоте . Нешто због помоћи са запада, а нешто због свађе међу савезницима, Цариград се одржао и Латинско царство је потрајало још четврт века.